# Ole Bjørn Kraft
Ole Bjørn Kraft, född den 17 december 1893 i Köpenhamn, död den 2 december 1980 på Frederiksberg, var en dansk konservativ politiker och journalist.

## Biografi
Kraft var son till biträdande chefen för det danska fängelseväsendet. Under den tyska ockupationen under andra världskriget blev han utsatt för en nazistisk attack den 30 december 1944 där han blev skottskadad. Under åren för det ”kalla kriget” var han aktiv i antikommunistiskt arbete och stödde aktivt baltiska exilorganisationer som arbetade för att öka medvetenheten om det sovjetiska förtrycket av de baltiska folken.
Kraft var ledamot av Folketinget 1926 – 64, försvarsminister 1945 i regeringen efter befrielsen. Han efterträdde Christmas Møller i Konservative folkepartiets folketingsgrupp 1947 i ett nära samarbete med Aksel Møller som var talesman och partiets ledande profil för den ekonomiska politiken.
Kraft var utrikesminister i Erik Eriksens liberal-konservativa regering 1950 – 53 och ordförande i NATO:s ministerråd 1952 – 53. Som delegat i Europarådet och Nordiska rådet verkade han för europeiskt och nordiskt samarbete.

### Författarskap
Kraft skrev ett antal böcker, bl. a. en omtvistad bok från 1932 – Fascismen: Historie – Läre – Lov - där han beskrev den tidens fascistiska idéer utan att ta avstånd från dem. Under åren 1971 – 75 publicerade han sin självbiografi – En konservativ politikers erindringer – i tre band.

## Utmärkelser
- Kommendör med stora korset av Vasaorden, 24 mars 1952.[9]